# يسبر هانسن (دراج)
يسبر هانسن (بالدنماركية: Jesper Hansen)‏ هو دراج دنماركي، ولد في 23 أكتوبر 1990 في كوبنهاغن في الدنمارك.

## سباقات أو مراحل فاز بها
| التاريخ        | السباق                     | المركز                                            |
| -------------- | -------------------------- | ------------------------------------------------- |
| 01 يناير 2010  | سكايف لوبيت 2010           | المركز الثالث                                     |
| 14 أغسطس 2011  | فيين روندت 2011            | المركز الثالث                                     |
| 11 سبتمبر 2011 | تور دي أفينير 2011         | الثامن في تصنيف الجبال                            |
| 04 مايو 2013   | سوندفولدن جراند بريكس 2013 | المركز الثاني                                     |
| 19 مايو 2013   | طواف النرويج 2013          | الثالث في تصنيف أفضل شاب، السابع في التصنيف العام |
| 25 مايو 2014   | طواف النرويج 2014          | الفائز في ترتيب النقاط للشباب                     |
| 24 مايو 2015   | طواف النرويج 2015          | الفائز في التصنيف العام                           |
| 24 أبريل 2016  | طواف كرواتيا 2016          | المركز الثاني                                     |
| 23 أكتوبر 2016 | طواف أبو ظبي 2016          | العاشر في التصنيف العام                           |
| 23 أبريل 2017  | طواف كرواتيا 2017          | التاسع في التصنيف العام                           |
| 15 أكتوبر 2017 | طواف تركيا الرئاسي 2017    | المركز الثاني                                     |

## وصلات خارجية
- يسبر هانسن على موقع الاتحاد الدولي للدراجات (الإنجليزية)
- يسبر هانسن على موقع أرشيف الدراجات (الإنجليزية)
- يسبر هانسن على موقع إحصائيات الدراجات الإحترافية (الإنجليزية)
- يسبر هانسن على موقع نسبة الدراجات (الإنجليزية)